# Henrik Tønder
Henrik Tønder (født i 1974 i Bredebro) er direktør i Vejle Boldklub. Han har arbejdet i klubben siden 2004, og blev i en alder af 31 år ordførende direktør i 2006. Da han tiltrådte som direktør var han den yngste direktør i SAS Ligaen. Efter otte år som direktør forlod Henrik Tønder klubben i 2014 for at blive Salgschef i Esbjerg fB, men vendte dog tilbage som direktør i Vejle Boldklub i 2016.

## Profil
Henrik Tønder blev født i Bredebro i 1974. Som 13-årig skiftede han til Esbjerg fB, inden han spillede fire år i VB som junior og yngling. Henrik Tønder skiftede herefter til Haderslev FK som første-års-senior inden han blev ansat som salgschef i Haderslev FK.
Henrik Tønder er uddannet akademiøkonom med speciale i detailhandel.

## Supplerende materiale
- Jyske Vestkysten: Erhvervsmatadorer skyder millioner i Vejle boldklub